# Lac Balsam (Ontario)
Pour les articles homonymes, voir Balsam.
Le lac Balsam est situé au centre du sud de la province de l’Ontario au Canada. 

## Géographie
Il fait environ 16 km de long sur 3 km de large. C’est le point le plus haut (256 mètres) de la voie navigable Trent-Severn. La rivière Gull se jette dans le lac. Le village de Coboconk (Ontario) est situé au nord du lac. On y trouve également le Parc Provincial du Lac Balsam.